# 卢禹舜
卢禹舜（1962年—），男，黑龙江哈尔滨人，中国画家，曾任中国美术家协会理事，第十二、十三届全国政协委员。